# Kabyle-folket
Kabyle-folket er en berbisk etnisk gruppe hovedsageligt bosat i Algeriet. 25% af kabylerne bor i Algeriets hovedstad Algier og de fleste andre bor i regionen Kabylien.

## Udbredelse
Kabyler (af arabisk kebaïl, "stammerne"), fortidens numider, er en folkestamme i Algeriet, i det nordlige Afrika, den bedst kendte gren af berberne. Hovedparten af kabylerne har traditionelt været bosat i provinsen Constantine, i Store og Lille Kabylien, eller kystbæltet mellem Isser og Oued-el-Kebir, samt sydøst derfor på og omkring Djebel Aurês til Tunis’ grænse; mindre grupper har været bosat langs kysten i provinsen Alger mellem Cherchell og Tenês samt i oaserne Msab och Ouargla syd for Djedi.

## Antal
Antallet kabyler ansattes til omkring 1 mio. i slutningen af det 19. århundrede. Nu er de skønnet 5,5 millioner.

## Udseende
I fysisk henseende adskiller kabylerne sig ikke væsentligt fra arabere. Begge fødes hvide, men bliver snart brune som følge af luftens og solens påvirkning, begge har sædvanligvis brune øjne og groft, bølget hår, i tonen skiftende mellem mørkebrunt og sort.[kilde mangler]

## Levevis
I henseende til levevis afviger kabylerne traditionelt meget fra arabere. Kabylerne bor i byer, i huse af sten eller ler, og dyrker sin egen jord, hvor han dyrker ikke kun korn, men tillige grøntsager, tobak, vin, figner og oliver.
I slutningen af 1800-tallet, da Algeriet var en fransk koloni, var det udbredt, at energiske og foretagsomme kabylere forlod deres hjem for at indtræde som soldater i den franske armé, som arbejdere i stæderne, jordarbejdere eller som omkringvandrende kræmmere, stræbende efter at skaffe sig midler til at købe et jordstykke i sin hjembygd. I sløjd var kabylerne vel kyndige. De ikke blot forfærdigede sit husgeråd, værktøjer og redskaber, men kunne tillige væve og farve flere slags tøj samt garve læder, fremstille krudt og olie. Deres juvelerere fremstillede smykker af sølv, koraller og emalje. Træsnedkeri var på mange steder bragt til et højt udviklingstrin, og indfødte kunstnere kunne gravere i metal både med ætsning og med gravurestikkel.

## Religion
Kabylerne er traditionelt sunnitiske muslimer, men mere frisindede end araberne.

## Styre
Kabylernes forfatning er traditionelt rent demokratisk. Den politiske enhed er byen eller kommunen; stammen omfatter lige så mange distrikter som byer. Stammerne er forenede i "kabaïla" (forbund). Hver kommune styres af "jemá" (folkeforsamlingen), i hvilken hver mand, som er gammal nok til at deltage i ramadanfasten, er berettiget til at deltage. Den udøvende magt ligger hos "amin", som ikke modtager någen løn og afgår, hvis han mister valgmændenes tillid.

## Sprog
Nogle af kabylerne taler deres modersmål, mens andre mere eller mindre har antaget arabisk. Den bedst kendte dialekt er zouaouas (zuavernas), som har ligget til grund for Hanoteaus "Essai de grammaire kabyle" (1858). I modsætning til deres sydligere frænder har kabylerne traditionelt intet alfabet og ingen skrevet literatur. Hanoteaus "Poésies populaires de la Kabylie du Jurjura" (1867) indeholder tekster og oversættelser af sange, danseviser og fortællinger, som tidligere blev overleveret mundtligt.

## Historie
Kabyle-folket levede relativt uafhængigt af ydre kontrol under Osmannerrigets styre i Nordafrika. De levede primært i tre forskellige riger: Kongeriget Kuku, Kongeriget Ait Abbas, og Fyrstendømmet Aït Jubar.

### Under fransk kolonistyre
Området blev gradvist overtaget af Frankrig under dette riges kolonisering, som begyndte i 1857 på trods af kraftig modstand. Sådanne ledere som Lalla Fatma N'Soumer fortsatte modstanden så sent som under mokrani-oprøret i 1871.
Franske embedsmænd konfiskerede meget jord fra de mere genstridige stammer og gav den til kolonister, der blev kendt som pieds-noirs. I denne periode gennemførte den franske kolonimagt mange arrestationer og deporterede modstandsfolk, hovedsagelig til Ny Kaledonien. På grund af fransk kolonisering emigrerede mange Kabylere til andre områder i og uden for Algeriet. Med tiden kom en del som gæstearbejdere også til Frankrig.
I 1920-erne begyndte der blandt algeriske gæstearbejdere i Frankrig organiseringen af en første selvstændighedsbevægelse. Messali Hadj, Imache Amar, Si Djilani, og Belkacem Radjef opbyggede hurtigt en stærk støtte i hele Frankrig og Algeriet i 1930-erne; de udviklede militante grupper, der blev afgørende for kampene for et uafhængigt Algeriet. Disse blev yderligere udbredte efter 2. Verdenskrig.
Under den algeriske uafhængighedskrig (1954-1962), var Kabylien centralt i kampene på grund af maquis, hvis modstand blev hjulpet på vej af det bjergrige terræn, og katalyseret af franske undertrykkelse. Den væbnede algeriske revolutionære modstand mod fransk kolonialisme, Den Nationale Befrielsesfront (FLN), rekrutterede flere af sine ledere der, herunder Hocine Aït Ahmed, Abane Ramdane, og Krim Belkacem.

### Efter Algeriets uafhængighed
Efter Algeriets uafhængighed udviklede der sig spændinger mellem Kabylerne og staten ved flere lejligheder. I 1963 anfægtede FFS-partiet under Hocine Aït Ahmed FLNs autoritet, hvilket havde ført sig selv frem som det eneste politiske parti i nationen.
I 1980 gennemførte demonstranter flere måneders demonstrationer i Kabylien med krav om anerkendelse af berberisk som officielt sprog; denne periode er blevet kaldt "det berberiske forår". I 1990-erne intensiverede konflikten i takt med, at regimet indledte en arabisering grundet den voksende islamistiske magt. I 1994-1995 indtraf en skole boykot, kaldet "skoletaske-strejken". I juni og juli 1998 var der voldsomme protester efter mordet på sangeren Matoub Lounes og en lov, der stillede krav om brug af det arabiske sprog i alle anliggender.
I månederne efter april 2001 (kaldet "Sorte Forår") indtrådte store uroligheder samtidig med fremkomsten af Arouch, neo-traditionelle lokale råd, efter, at gendarmer havde myrdet Massinissa Guermah, en ung kabyle. Protesterne faldt gradvist efter, at kabylerne havde fået nogle indrømmelser fra præsident Abdelaziz Bouteflika.